# Diagnostischer Lesetest zur Frühdiagnose
Der Diagnostische Lesetest zur Frühdiagnose (DLF 1-2) ist ein Leistungstest zur Erfassung der Lesefähigkeit in den ersten beiden Jahrgangsstufen der Grundschule zur Prophylaxe und Frühbehandlung von Lese-Rechtschreibstörungen. Die Testung erfolgt einzeln mit jeweils nur einem Probanden und nicht im Klassenverband.

## Testgestaltung und Einsatzgebiet
Der Test (vorliegend in zwei hinsichtlich Schwierigkeit und Reliabilität äquivalenten Parallelformen) enthält 33 Items in Gestalt von Einzelwörtern. Diese sind untergliedert in vier Gruppen: Speichern (10 Wörter), Synthese (9 Wörter), Segmentierung (8 Wörter) und Analyse (9 Wörter). Dazu gesellen sich sechs Zusatzverfahren für eine möglichst treffende Diagnose der notwendigen Frühförderung: Buchstaben, Synthese, Signalgruppen, häufige Wörter, Konsonantengruppen und zusammengesetzte Wörter. Die Aufgabe besteht darin, die einzeln nacheinander dargebotenen Worte korrekt vorzulesen. Die Auswertung erfolgt quantitativ und qualitativ. In quantitativer Hinsicht wird die Anzahl der falsch oder nicht innerhalb von 20 Sekunden vorgelesenen Worte als Lesefehler und separat die Anzahl der nicht sofort innerhalb von zwei Sekunden gelesenen Worte erfasst. Die qualitative Auswertung orientiert sich an den Wortgruppen, um Schwerpunkte im Förderbedarf festzustellen. Die Bearbeitungszeit beträgt zwischen 2 und 6 Minuten. 
Der Einsatz konzentriert sich auf Schüler vom Ende der ersten Klasse bis zur Mitte der zweiten Klasse.

## Testgütekriterien
Die Gütekriterien psychodiagnostischer Verfahren sind erfüllt:
1. Objektivität: Standardisierung in Durchführung, Auswertung und Interpretation.
2. Reliabilität: Die Reliabilität nach der Paralleltestmethode wird als hoch (r = .96)[3] eingestuft, nach der Retest-Methode ist das Verfahren noch ungeprüft.
3. Validität: Die Bestimmung der Validität erfolgte über Korrelation mit dem Lehrerurteil (.73 bis .81).
4. Normen: Die Testeichung geschah 1983 an einer Stichprobe von 320 Schülern am Ende der ersten Klasse und 405 Schülern Mitte der zweiten Klasse.